# Sida honoriana
Sida honoriana är en malvaväxtart som beskrevs av Antonio Krapovickas. Sida honoriana ingår i släktet sammetsmalvor, och familjen malvaväxter. Inga underarter finns listade i Catalogue of Life.